# Coronel Abdullah Bey
Macarlı Miralay Abdullah Bey (turc otomà per Coronel Abdullah Bey el Magiar/Hongares), nascut Karl Hammerschmidt (Viena, 1800 - Constantinoble, 30 d'agost de 1874) fou un metge i científic austro-otomà. Va fer importants contribucions al desenvolupament de la medicina i la zoologia en l'Imperi Otomà. És un dels fundadors de "Hilal-i Ahmer", avui Kızılay, la Mitja Lluna Roja turca.

## Vida
El seu pare Anton Hammerschmidt era nascut a Transsilvània, Regne d'Hongria. En la Revolució hongaresa de 1848, Karl Hammerschmidt va refugiar-se a l'Imperi Otomà, juntament amb altres hongaresos. Es convertí a l'islam i rebé el títol civicomilitar de coronel. La seva conversió ocorre quan, per pressió de l'ambaixada de l'Imperi Austrohongarès, és designat des d'Istanbul a Damasc. El 1855 va tornar a la capital otomana. El 1870 va fundar el Museu d'Història Natural a l'Escola Imperial de Medicina a Istanbul. Morí el 1874 i descansa al cementiri de la Mesquita de Defterdar, a Istanbul, on hi ha un monument al seu nom fet per Kızılay.